# Friends Without Benefits
Friends Without Benefits («Просто друзья») — седьмая серия одиннадцатого сезона мультсериала «Гриффины». Премьерный показ состоялся 9 декабря 2012 года на канале FOX.

## Сюжет
В школе Мег признаётся подружкам, что по-прежнему влюблена в популярного мальчика Кента, но боится ему рассказать о своих чувствах. Когда Мег идёт по улице она начинает мечтать о возлюбленном и чуть не попадает под колёса машины мэра Адама Веста. Тогда девушка решает признаться Кенту в любви и приглашает его в кино. После свидания Мег пытается поцеловать Кента, но тот говорит, что он гей, а также испытывает чувства к её брату Крису. Мег старается во что бы то ни стало переманить Кента на сторону гетеросексуалов.
Окончательно разочаровавшись в своем бездействии, она хочет усыпить Криса таблетками снотворного, которые берёт у Куагмира, а затем говорит Кенту, что Крис хочет с ним переспать. Однако в самый последний момент Крис дарит Мег старое фото, на котором запечатлены они в детстве, сидящие вместе в машине. В последний момент Мег отказывается дать Крису напиток, в который она подмешала снотворное.
Ночью Кент пробирается в комнату к Крису, надеясь застать того в отключке, однако Мег вовремя успевает рассказать, что произошло. Кент уходит из дома недовольным, встречая на выходе голого Стьюи, которому казалось, что именно с ним Кент хотел заняться сексом.
В самом конце Брайан успокаивает Мег, говоря ей о том, что в её жизни будет ещё много хороших парней. А лучший способ навсегда привязать к себе мужчину это забеременеть от него (см. сезон 6 эпизод 7).

## Рейтинги
Во время премьеры в США эпизод посмотрело 5,64 миллиона зрителей от 18 до 49 лет и он получил рейтинг 2.8. Этот эпизод стал самым популярным в ту воскресную ночь вместе с премьерными эпизодами «Американского папаши» и «Бургерами Боба», но проиграл «Симпсонам», новую серию которых посмотрели 7,44 миллиона человек.